# 岳霖
岳霖（1130年—1192年），字及时，号商卿，南宋相州汤阴人，岳飞第三子，岳云的弟弟。
宋高宗绍兴十二年（1142年），其父岳飞下入狱，秦桧派亲党王会搜查他的家宅，得到御札数箧，存放在左藏南库。宋孝宗即位后，岳霖奏请孝宗将御札归还给他家。孝宗采纳他的请求。宋孝宗时，岳霖官至朝散大夫、敷文阁待制。去世后，赠太中大夫。其子岳珂。